# Woodallita
La woodallita és un mineral de la classe dels òxids, que pertany al grup de la hidrotalcita. Anomenat així en honor de Roy Woodall, geòleg australià que va ajudar a desenvolupar les indústries del níquel i l'alumini a Austràlia Occidental.

## Característiques
La woodallita és un òxid de fórmula química Mg₆Cr₂(OH)16Cl₂·4H₂O. Cristal·litza en el sistema trigonal. La seva duresa a l'escala de Mohs és 1,5 a 2.
Segons la classificació de Nickel-Strunz, la woodallita pertany a «04.FL: Hidròxids (sense V o U), amb H2O+-(OH); làmines d'octaedres que comparetixen angles» juntament amb els següents minerals: trebeurdenita, iowaïta, jamborita, meixnerita, fougerita, hidrocalumita, kuzelita, aurorita, calcofanita, ernienickelita, jianshuiïta, woodruffita, asbolana, buserita, rancieïta, takanelita, birnessita, cianciul·liïta, jensenita, leisingita, akdalaïta, cafetita, mourita i deloryita.

## Formació i jaciments
S'ha descrit formant-se en la zona d'oxidació d'un dipòsit estratiforme metamorfitzat de zinc (EUA), en menes massives de manganès (Índia), en la zona d'oxidació d'un dipòsit d'or, plom i zinc (Canadà) i com a component de nòduls marins de ferro-manganès.